# مانداوا
مانداوا (به انگلیسی: Mandawa) یک منطقهٔ مسکونی در هند است که در بخش جهونجونو واقع شده‌است. مانداوا ۲۳٬۳۳۵ نفر جمعیت دارد و ۳۱۶ متر بالاتر از سطح دریا واقع شده‌است.